# Luis del Corral
Luis del Corral fue un militar y político español del siglo XIX.

## Biografía
Fue militar y combatió en la guerra de la Independencia española, donde consta que cubrió la retirada española con una carga de caballería durante la acción de Bornos.
En 1830, con rango de coronel, fue uno de los firmantes de un manifiesto militar en apoyo del líder liberal Espoz y Mina. En 1837, tras el final del gobierno absolutista de Fernando VII de España y el comienzo de un nuevo régimen liberal durante la regencia de María Cristina, era brigadier y parte del gobierno militar de la provincia de Zaragoza.
Una de las principales autoridades regionales, actuó también intendente y jefe político interino de Zaragoza, ejerciendo del 6 de abril de 1839 al 2 de junio del mismo año. En 1840, cuando la ciudad de Zaragoza protagonizó un levantamiento progresista en contra de la ley de ayuntamientos propuesta por el gobierno liberal conservador, formó parte en septiembre de la Junta Provisional de Gobierno y entre el 30 de octubre y el 23 de noviembre de 1840 fue de nuevo presidente de la administración civil de la provincia de Zaragoza.